# Det autonome præfektur Linxia Hui
Linxia Hui er et autonomt præfektur for de muslimske huikinesere, i provinsen Gansu, i den vestlige del af Kina. Befolkningen anslås (2004) til 1,9 millioner.
Byen Linxia var i sin tid et vigtigt stoppested på Silkevejen.
Linxia præfekturet ligger i den sydvestlige del af det centrale Gansu. Deet ligger lige syd for Lanzhou, og grænser mod vest til provinsen Qinghai, mod syd ligger Det autonome præfektur Gannan for tibetanerne, og bypræfekturet Dingxi ligger mod øst.
Landskabet når op i 2000 meter over havet. Den gule flod løber gennem den nordvestlige del af præfekturet.

## Administrative enheder
Det autonome præfektur Linxia Hui består af et byamt, fem amter og to autonome amter:
- Byamtet Linxia – 临夏市 Línxià Shì ;
- Amtet Linxia – 临夏县 Línxià Xiàn ;
- Amtet Kangle – 康乐县 Kānglè Xiàn ;
- Amtet Yongjing – 永靖县 Yǒngjìng Xiàn ;
- Amtet Guanghe – 广河县 Guǎnghé Xiàn ;
- Amtet Hezheng – 和政县 Hézhèng Xiàn ;
- Det autonome amt for dongxiangene – 东乡族自治县 Dōngxiāngzú Zìzhìxiàn ;
- Det autonome amt Jishishan for bonan-, dongxiang- og salarfolkene – 积石山保安族东乡族撒拉族自治县 Jīshíshān Bǎo'ānzú Dōngxiāngzú Sālāzú Zìzhìxiàn.

35°35′43″N 103°12′37″Ø / 35.59537°N 103.21033°Ø